# 王钫
王鈁（1492年—1566年），字子宣，号印岩，浙江奉化县連山鄉大堰镇人，明朝軍事、政治人物，嘉靖癸未进士，累官南京工部尚書。

## 生平
嘉靖元年（1522年）壬午科浙江鄉試舉人，嘉靖二年（1523年）聯捷进士，次年授南京工部都水司主事。丁父憂，嘉靖八年服闋，補北工部都水司主事，后改任荆州税务主事。十二年改刑部貴州司主事，迁刑部江西司员外郎，转任福建司郎中。嘉靖十四年（1535年）出官福建邵武府知府，任內考绩优异，有“清操士”之稱。曾署理福州府事，二十六年任长芦盐运使，升任云南布政使司左参政，进云南按察使，转任云南右布政使。三十二年八月迁广东左布政使。三十五年三月升任都察院右副都御史，提督南赣、汀、漳军务。三十六年三月晋兵部侍郎兼都察院右佥都御史，总督两广军务，兼理两广巡抚事。嘉靖三十八年（1559年）四月升任南京都察院右都御史，掌院事。三十九年入贺萬壽節，九月改任南京工部尚书，四十年正月乞致仕。四十五年丙寅二月五日卒，享年七十五，赠太子少保，赐祭葬，谥恭简。

## 军功
王钫因军功闻名于史。两广总督任上，马天恩、李汝瑞等聚众数千叛乱，设山寨200余所。王钫调兵进剿，擒获二人，俘虏叛军。嘉靖三十七年（1558年）倭寇入侵福建，侵扰广东揭阳。王钫派军阻击，歼俘倭寇700余人。不久倭寇侵犯潮阳，又被王钫击溃。嘉靖三十七年（1558年）冬，派兵镇压在长乐（今广东省五华县西北）、兴宁（今广东省兴宁县）等地的侗族暴动。

## 著作
- 《印岩集》

## 遗迹
- 今浙江奉化王钫故居

## 家族
曾祖王原皎，號慎菴。嗣祖父王溥。本生祖父王濂，號玉樓。伯父王誥，弘治癸丑进士。父王訓，號復斋。母钱氏。具庆下。兄錤、銓、弟欽、口、釗、口。
后裔王有則，有一女二子，长子王贤钜，次子王贤裕，长女王采玉，为中华民国前总统蒋中正之母。